# Niels Ravnkilde
Niels Christian Theobald Ravnkilde, född 24 januari 1823 i Köpenhamn, död 16 november 1890 i Rom, var en dansk tonsättare och musikpedagog.
Ravnkilde var i Köpenhamn lärjunge till bland andra Johan Peter Emilius Hartmann och studerade senare i Leipzig. Han fick vid en prisutmaning i Musikforeningen 1844 hedersomnämnande för en samling duetter. År 1853 kom han i Hans Puggaards sällskap till Rom, där han stannade till sin död. Han vann högt anseende och var eftersökt av den romerska aristokratin som musikpedagog. Han var under många år ordförande i Skandinaviska föreningen i Rom.
Av sina kompositioner utgav han endast en rad sånger och pianostycken, och enstaka orkesterverk (en ouvertyr och en svit) uppfördes offentligt i Köpenhamn. Hans verk visar att han trots sin långa vistelse i södern ändå förblev en dansk konstnär. Till belöning erhöll han 1885 ett årligt gage av danska regeringen samt professors titel.